# Rundt Kap Horn
Rundt Kap Horn er en amerikansk stumfilm fra 1920 af Edward Sloman.

## Medvirkende
- Mitchell Lewis som John Pike
- Helen Ferguson som Margaret West
- Noah Beery Sr. som Andreas Mellaire
- Casson Ferguson som Dick Somers
- William V. Mong som Snoop Jenkins
- Norval MacGregor som Nathaniel Somers
- Sidney D'Albrook som Crimp Sherman
- J.P. Lockney som Jason West